# 末永雄太
末永 雄太（すえなが ゆうた、1985年4月7日 - ）は、神奈川県相模原市出身の競泳選手。法政大学卒。チームアリーナ所属。

## 経歴
- 2008年の日本水泳選手権北京オリンピック選考会で100m平泳ぎ2位と200m平泳ぎ2位となり、派遣標準記録を突破した。
- 北京オリンピックでは100m平泳ぎで準決勝敗退、200m平泳ぎで予選敗退となった。
- 2009年には、北島康介が出場していない日本水泳選手権の2009年世界水泳選手権選考会で、100m平泳ぎで2位、200m平泳ぎで1位となり、派遣標準記録を突破した。
- 2009年に行われたワールドカップ・シンガポール大会では男子50m平泳ぎのスイムオフで26秒80の短水路日本記録を出した[1]。従来の記録は北島が2007年のJAPAN OPENで出した27秒14。